# 太郎山勇吉
太郎山 勇吉（たろうやま ゆうきち、1901年3月25日 - 1964年12月30日）は、長野県小県郡上田町（現：上田市）出身の元大相撲力士。本名は宮島 諭吉（みやじま ゆきち）。

## 来歴
1917年5月場所において浦風部屋から初土俵を踏んだ。長身・色白・好男子であることから「男は太郎山」とたちまち評判になり、本場所では常に黄色い声援を受けていたが、勝ち味が遅く相撲に豪快さなどが無かった。1925年5月場所において新入幕を果たしたが、一度十両陥落を経て1928年1月場所に幕内へ返り咲いてからは、現役引退まで常に幕内に在位し続けていた。
その間に師匠の廃業で高砂部屋へ、さらに1933年からは伊勢ヶ濱部屋へ身を寄せるなど、転々とした生活を送った。それに加えて1932年1月6日に春秋園事件が勃発すると革新力士団へ加入し、1933年1月場所に幕内格別席で復帰した。
1935年1月場所では十両に陥落したことで現役を引退し、同年中に故郷・長野県上田市で史上初となる土俵上の断髪式を行ったとされている。その後は年寄・浦風を襲名して二度に亘って浦風部屋を経営したが、いずれも関取を育てることなく閉鎖された。1964年12月30日に死去、63歳没。

## 主な成績
- 通算成績：177勝188敗1分2預11休 勝率.485
- 通算幕内成績：105勝136敗1分 勝率.436
- 通算在位：45場所
- 幕内在位 23場所

### 場所別成績
| 1917年 （大正6年） | x                        | x                | （前相撲）               | x                |
| 1918年 （大正7年） | （前相撲）               | x                | 東序ノ口26枚目 3–2       | x                |
| 1919年 （大正8年） | 西序二段56枚目 2–2 (1預) | x                | 西序二段15枚目 2–3       | x                |
| 1920年 （大正9年） | 東序二段29枚目 4–0 1預   | x                | 東三段目31枚目 2–2 (1預) | x                |
| 1921年 （大正10年） | 東三段目11枚目 1–4       | x                | 西三段目35枚目 4–1       | x                |
| 1922年 （大正11年） | 西幕下41枚目 2–3         | x                | 東三段目2枚目 3–2        | x                |
| 1923年 （大正12年） | 東幕下30枚目 6–4         | x                | 西幕下22枚目 4–2         | x                |
| 1924年 （大正13年） | 東幕下5枚目 4–1          | x                | 東十両8枚目 5–1          | x                |
| 1925年 （大正14年） | 東十両2枚目 6–2          | x                | 西前頭16枚目 4–6 (1分)   | x                |
| 1926年 （大正15年） | 東前頭15枚目 4–7         | x                | 東十両2枚目 1–9          | x                |
| 1927年 （昭和2年） | 西十両6枚目 4–2          | 西十両6枚目 6–5  | 西十両2枚目 7–2          | 西十両4枚目 6–4  |
| 1928年 （昭和3年） | 東前頭13枚目 4–7         | 西前頭12枚目 6–5 | 西前頭15枚目 6–5         | 西前頭15枚目 6–5 |
| 1929年 （昭和4年） | 西前頭11枚目 7–4         | 西前頭11枚目 5–6 | 西前頭5枚目 2–9          | 西前頭5枚目 5–6  |
| 1930年 （昭和5年） | 西前頭7枚目 2–9          | 西前頭7枚目 2–9  | 西前頭15枚目 8–3         | 西前頭15枚目 6–5 |
| 1931年 （昭和6年） | 東前頭5枚目 4–7          | 東前頭5枚目 3–8  | 西前頭11枚目 5–6         | 西前頭11枚目 8–3 |
| 1932年 （昭和7年） | 東前頭6枚目 –            | x                | x                        | x                |
| 各欄の数字は、「勝ち-負け-休場」を示す。 優勝 引退 休場 十両 幕下 三賞：敢=敢闘賞、殊=殊勲賞、技=技能賞 その他：★=金星 番付階級：幕内 - 十両 - 幕下 - 三段目 - 序二段 - 序ノ口 幕内序列：横綱 - 大関 - 関脇 - 小結 - 前頭（「#数字」は各位内の序列） |                          |                  |                          |                  |

| 1933年 （昭和8年） | 前頭 6–5               | x | 東前頭7枚目 5–6  | x |
| 1934年 （昭和9年） | 西前頭7枚目 2–9        | x | 東前頭16枚目 5–6 | x |
| 1935年 （昭和10年） | 東十両筆頭 引退 0–0–11 | x | x                | x |
| 各欄の数字は、「勝ち-負け-休場」を示す。 優勝 引退 休場 十両 幕下 三賞：敢=敢闘賞、殊=殊勲賞、技=技能賞 その他：★=金星 番付階級：幕内 - 十両 - 幕下 - 三段目 - 序二段 - 序ノ口 幕内序列：横綱 - 大関 - 関脇 - 小結 - 前頭（「#数字」は各位内の序列） |                        |   |                  |   |

## 幕内対戦成績
| 力士名   | 勝数 | 負数 | 力士名   | 勝数 | 負数 | 力士名   | 勝数 | 負数 | 力士名   | 勝数 | 負数 |
| -------- | ---- | ---- | -------- | ---- | ---- | -------- | ---- | ---- | -------- | ---- | ---- |
| 阿久津川 | 0    | 1    | 朝光     | 2(1) | 0    | 旭川     | 0    | 2    | 朝響     | 2    | 0※   |
| 綾櫻     | 1    | 3    | 綾錦     | 0    | 1    | 綾ノ浪   | 1    | 1    | 綾昇     | 1    | 1    |
| 綾若     | 0    | 1    | 荒熊     | 5    | 1    | 池田川   | 1    | 2    | 伊勢ノ濱 | 2    | 3    |
| 一ノ濱   | 3    | 1    | 射水川   | 0    | 1    | 岩城山   | 1    | 0    | 大嶋     | 3    | 2    |
| 大浪     | 1    | 1    | 鬼風     | 1    | 0    | 小野川   | 1    | 0    | 小野錦   | 0    | 1    |
| 大蛇山   | 2    | 1    | 鏡岩     | 2    | 0    | 柏山     | 1    | 0    | 九州山   | 1    | 0    |
| 錦華山   | 1    | 2    | 古賀ノ浦 | 1    | 0    | 駒錦     | 1    | 0    | 駒ノ里   | 1    | 0    |
| 信夫山   | 1    | 4    | 清水川   | 0    | 1    | 白岩     | 0    | 1    | 新海     | 3    | 5    |
| 外ヶ濱   | 6    | 5    | 大邱山   | 1    | 1    | 高ノ花   | 0    | 2    | 寳川     | 2    | 1    |
| 玉碇     | 2    | 5    | 玉錦     | 0    | 3    | 瓊ノ浦   | 1    | 1    | 銚子灘   | 3    | 1    |
| 常ノ花   | 0    | 1    | 劔岳     | 1    | 1    | 出羽ヶ嶽 | 6    | 4    | 出羽ノ花 | 0    | 2    |
| 常盤野   | 1    | 3    | 土州山   | 1    | 0    | 巴潟     | 0    | 1    | 錦洋     | 1    | 0    |
| 能代潟   | 0    | 1    | 幡瀬川   | 0    | 2    | 晴ノ海   | 1    | 0    | 番神山   | 0    | 1    |
| 肥州山   | 0    | 2    | 常陸岩   | 0    | 4    | 常陸嶋   | 4    | 2    | 常陸嶽   | 4(1) | 4    |
| 福柳     | 0    | 1    | 藤ノ里   | 2    | 1    | 星甲     | 0    | 1    | 真砂石   | 0    | 1    |
| 真鶴     | 1    | 0    | 三杉磯   | 2    | 2    | 男女ノ川 | 1    | 2    | 武蔵山   | 1    | 3    |
| 矢筈山   | 0    | 1    | 大和錦   | 2    | 0    | 山錦     | 4    | 4    | 槍ヶ嶽   | 1    | 0    |
| 吉野岩   | 1    | 3    | 雷ノ峰   | 0    | 1    | 和歌嶌   | 3    | 1    | 若太刀   | 1    | 0    |
| 若葉山   | 0    | 1    | 若常陸   | 2    | 1    |          |      |      |          |      |      |

※他に朝響と引分が１つある。

### 四股名変遷
- 太郎山 勇吉（たろうやま ゆうきち）：1917年5月場所 - 1929年9月場所
- 太郎山 峯吉（ - みねきち）：1930年1月場所 - 同年3月場所、1932年1月場所 - 1935年1月場所（引退）
- 太郎山 峯枩（ - みねまつ）：1930年5月場所 - 同年10月場所
- 太郎山 論吉（ - ゆきち）：1931年1月場所 - 同年3月場所
- 太郎山 諭吉（ - ゆきち）：1931年5月場所 - 同年10月場所

### 年寄変遷
- 浦風 林右エ門（うらかぜ りんえもん）：1935年1月 - 1964年12月30日